# Route nationale 13bis
La route nationale 13bis, ou RN 13bis, était une route nationale française reliant Bonnières-sur-Seine (Yvelines) au Havre (Seine-Maritime).

## Histoire
Elle a été créée dans les années 1950 à partir du tronçon Bonnières-sur-Seine - Rouen de la RN 182 et du tronçon Rouen - Le Havre de la RN 14.
Dans les années 1970, la RN 13bis a pris le nom de RN 15 pour finalement être déclassée en 2007. Elle est devenue la RD 915 dans les Yvelines et la RD 6015 dans l'Eure et la Seine-Maritime.
Il est à noter que si le tronçon Bonnières-sur-Seine - Rouen de la RN 182 fut transformé en RN 13bis, la RN 182a qui reliait Heudebouville à Louviers ne fut pas renumérotée. Aussi, jusqu'à ce qu'elle devienne la RN 155 dans les années 1970, la RN 182a se trouva isolée de plusieurs dizaines de kilomètres de sa branche mère qui était alors limitée au trajet Rouen - Le Havre.

## Tracé

### De Bonnières-sur-Seine à Gaillon (D 915 et D 6015)
- Bonnières-sur-Seine D 915
- Port-Villez D 6015
- Vernon
- Saint-Marcel
- Saint-Just
- Saint-Pierre-d'Autils
- Le Goulet, commune de Saint-Pierre-de-Bailleul
- Bailly, commune de Saint-Pierre-la-Garenne
- Les Sables, commune de Saint-Aubin-sur-Gaillon
- Gaillon D 6015

### De Gaillon à Rouen (D 6015)
- Gaillon D 6015
- Sainte-Barbe-sur-Gaillon
- Vieux-Villez
- Gournay, commune de Fontaine-Bellenger
- Fontaine-Bellenger
- Heudebouville
- Vironvay
- Val-de-Reuil
- Pont-de-l'Arche
- Igoville
- Les Authieux-sur-le-Port-Saint-Ouen
- Saint-Adrien, commune de Belbeuf
- Amfreville-la-Mi-Voie
- Bonsecours
- Rouen D 6015

### De Rouen à Yvetot (D 6015)
- Rouen D 6015
- Déville-lès-Rouen
- Maromme
- Saint-Jean-du-Cardonnay
- Petit Melmont, commune de Roumare
- Malzaize, commune de Pissy-Pôville
- Barentin
- Saint-Antoine, commune de Mesnil-Panneville
- Croix-Mare
- Sainte-Marie-des-Champs
- Yvetot D 6015

### D'Yvetot au Havre (D 6015)
- Yvetot D 6015
- La Foulerie, commune de Valliquerville
- Valliquerville
- Alvimare
- Alliquerville, commune de Trouville
- Lanquetot
- Bolbec
- Saint-Eustache-la-Forêt
- Saint-Romain-de-Colbosc
- Saint-Aubin-Routot
- Gainneville
- Gonfreville-l'Orcher
- Harfleur
- Graville-Sainte-Honorine, commune du Havre
- Le Havre D 6015